# Minervino Murge
Minervino Murge – miejscowość i gmina we Włoszech, w regionie Apulia, w prowincji Barletta-Andria-Trani.
Według danych na styczeń 2009 gminę zamieszkiwało 9 625 osób przy gęstości zaludnienia 37,7 os./1 km².